# اندیس کرومیت میرآباد خاش
کرومیت میرآباد خاش یک اندیس فلزی است که در حوالی شهر خاش استان سیستان و بلوچستان قرار دارد و مادهٔ معدنی موجود در آن، کرومیت است.سنگ میزبان این اندیس پریدوتیت آلتره وتکتونیزه است و دیرینگی آن به دوران کرتاسه بالای می‌رسد. 